# Euphyia lugubrata
Euphyia lugubrata är en fjärilsart som beskrevs av Otto Staudinger 1871. Euphyia lugubrata ingår i släktet Euphyia och familjen mätare. Inga underarter finns listade i Catalogue of Life.